# Гривіца (Галац)
Гривіца (рум. Grivița) — село у повіті Галац в Румунії. Входить до складу комуни Гривіца.
Село розташоване на відстані 187 км на північний схід від Бухареста, 43 км на північний захід від Галаца.

## Населення
За даними перепису населення 2002 року у селі проживали 3126 осіб, усі — румуни. Усі жителі села рідною мовою назвали румунську.